# Limnius intermedius
Limnius intermedius é uma espécie de insetos coleópteros polífagos pertencente à família Elmidae.
A autoridade científica da espécie é Fairmaire, tendo sido descrita no ano de 1881.
Trata-se de uma espécie presente no território português.